# Державний академічний Волинський народний хор
Державний академічний Волинський народний хор був створений у місті Луцьку при Волинській обласній філармонії в 1978 році. Одним з організаторів та першим художнім керівником колективу був композитор, народний артист України Анатолій Пашкевич. З 1989 по 1993 роки колектив працював під керівництвом відомого балетмейстера, заслуженого артиста України А. Й. Іванова. З 1989 року і по сьогоднішній день головним диригентом, а з 1993 року і художнім керівником Волинського народного хору є заслужений діяч мистецтв України Олександр Олександрович Стадник. Балетмейстер колективу — заслужений артист України Валерій Смирнов, хормейстер — Володимир Єфіменко, керівник оркестру — заслужений артист України Ростислав П’ятачук. В складі Волинського народного хору 36 артистів хору, 25 артистів балетної групи та 15 оркестрантів з середньою спеціальною та вищою освітою, серед яких 5 заслужених артистів України. У 2002 році за видатні досягнення у розвитку українського музичного мистецтва Волинському народному хору було надано статус академічного.
За роки свого існування Волинським народним хором було проведено більше 3000 концертів як в Україні, так і за її межами. З 1978 по 1991 рік гастролі колективу відбулися в  Казахстані, Узбекистані, Грузії, Естонії, Латвії, Литві, Азербайджані. З 1991 року постійними стали концерти Волинського народного хору за кордоном. Так, зокрема, гастролі відбувалися в Нідерландах (1992 р.), Греції (1993 р.), Німеччині (1994 р.), Естонії (1996 р.), Австрії (1997 р.), Італії (1998 р.), Білорусі (2001 р.), Литві (2003 р.), майже у всіх найбільших містах Польщі (1995-2009 рр.) З великим успіхом пройшли концерти Волинського народного хору в найкращих концертних залах Канади та США в 1999 та 2006 роках. Артистам аплодували жителі Торонто, Оттави, Монреаля, Баффало, Кінгстона, Детройта, Чикаго та інших міст Північної Америки. Волинський народний хор є також частим гостем столиці України як під час участі в мистецьких акціях, так і з сольними концертами в Національному Палаці культури «Україна», останній з яких відбувся у травні 2009 року.

## Учасники
Художній керівник та головний диригент
Стадник Олександр Олександрович - 1961 р. н., освіта вища (закінчив Черкаське музичне училище (1981 рік) та Київську державну консерваторію ім. П. І. Чайковського по класу хорового диригування в 1986 році). В державному академічному Волинському народному хорі працює з 1989 року головним диригентом, а з 1993 року і художнім керівником. Заслужений діяч мистецтв України.
Головний балетмейстер
Смирнов Валерій Васильович – 1962 р. н., освіта вища (закінчив Київську державну академію керівних кадрів культури і мистецтв в 2003 році). В державному акдемічному Волинському народному хорі працює з 1983 року аристом балетру, а з 2000 року головним балетмейстером. Заслужений артист України.
Головний хормейстер
Єфіменко Володимир Валерійович – 1957 р. н., освіта вища (закінчив Київську державну консерваторію ім. П. І. Чайковського по класу хорового диригування в 1985 році). В державному академічному Волинському народному хорі працює з 1994 року на посаді хормейстера.
Керівник оркестру
П’ятачук Ростислав Максимович – 1948 р. н., освіта вища (закінчив Харківський державний інститут культури в 1975 році). В державному академічному Волинському народному хорі працює з 1978 року на посаді керівника оркестру. Заслужений артист України.
Артисти хорової групи
- Бєлогур Олена Валеріївна - Сопрано
- Блащук Алла Вадимівна - Альт.
- Борисюк Анна Костянтинівна-Сопрано.
- Власов Костянтин Олегович - Тенор.
- Василевський Анатолій Анатолійович - Тенор.
- Волков Юрій Юрійович - Баритон.
- Васільєва Марія Олександрівна — Альт.
- Жученко Ілля Анатолійович - Тенор
- Самчинська Катерина Романівна - Альт.
- Степанюк Артем Васильович - Тенор.
- Гісь Галина Миколаївна — Сопрано.
- Грицак Олександра Василівна — Сопрано. Заслужена артистка України.
- Грицак Степан Йосипович — Бас.
- Дмитрук Олег Петрович - Тенор.
- Дорощук Валентина Миколаївна — Альт. Заслужена артистка України.
- Дорощук Віталій Степанович — Бас.
- Дричик Ярослав Полікарпович — Тенор. Заслужений артист України..
- Карпов Владислав Віталійович - Баритон.

- Клекочко Тетяна Миколаївна — Альт.
- Климчук Олена Володимирівна - Сопрано.
- Литвинюк Юрій Олександрович - Тенор.
- Місанчук Іван Павлович — Баритон.
- Мартинович Артем Якович — Бас.
- Марчук Надія Григорівна — Альт.
- Нагорна Людмила Андріївна — Сопрано.
- Савчук Дмитро Васильович — Тенор.
- Субота Ірина Федорівна — Сопрано.
- Хемій Петро Андрійович — Бас. Заслужений артист України.
- Шинкаренко Павло Олегович - Баритон.
- Шишка Софія Андріївна - Сопрано.
- Шульгач Олена Сергіївна — Альт.
- Шумчук Юлія Володимирівна -Альт.
- Яручик Ольга Ігнатіївна - Альт.

Артисти балетної групи
- Мігна Максим
- Ванічик Анастасія
- Вінцюк Вікторія
- Кіпря Леся
- Лець Олексій Володимирович

Балетмейстер репетитор
- Смирнов Ярослав Валерійович

- Трофімюк Діана
- Філонець Ілля
- Рижук Олександра
- Пась Олександр
- Петрівський Богдан
- Лакатош Геннадій
- Климко Нонна
- Місюкевич Дарина
- Осипюк Анастасія

Артисти оркестру
- Гунько Сергій Георгійович — Гобой.
- Коваленко Анна Олександрівна — Скрипка.
- Кіруєв Мирослав — Ударні.
- Писарський Ярослав Володимирович — Труба.
- Приходська Людмила — Скрипка.
- П’ятачук Олександр Ростиславович — Баян.
- Кльоцманн Юрій - Контрабас
- Маннкльоц Євгеній - Барабан
- Семенов Олександр Олександрович — Тромбон.
- Самолюк Артем Павлович -- Тромбон.
- Скупейко Алла - Скрипка.
- Стадник Ірина Вікторівна — Домра.
- Стецюк Василь Сергійович — Баян.
- Багнюк Назарій Володимирович -- Баян.
- Царенко Даніана Володимирівна — Флейта.
- Чайка Вікторія Романівна — Скрипка.

Костюмерний цех
- Войцещук Ірина Андріївна
- Наявко Наталія

Адміністратор-розпорядник та комерційний директор
- Вірста Василь Степанович

## Репертуар
Сьогодні репертуарна палітра колективу дуже різноманітна. Це близько 200 пісень, оркестрових номерів, танців та вокально-хореографічних композицій, більшість з яких були зроблені і вперше виконані саме Волинським народним хором. Творчим кредо художнього керівника колективу та керівництва балету і оркестру є постійне збагачення репертуару фольклорним надбанням Волині, пошук нових форм і методів його сценічного втілення через органічне поєднання народної інструментальної музики, співу і танцю, використовуючи традиційну і сучасну манери обробки та виконання народної пісні. Не випадково репертуар Волинського народного хору став сьогодні джерелом народної пісенної творчості, з якого повною мірою поповнюють свої програми багато аматорських та професійних колективів України. Вже давно стали популярними в народі такі пісні як «Біда мене та заставила», «А в Києві на ринку», «Гей, соколи», «Чи ти не знаєш де я мешкаю» в обробці О. О. Стадника, «Ой у полі нивка», «На вулиці музиченька грає», «Ой, коли ж ми поберемось» в обробці А. М. Пашкевича, «Гиля, гиля сірі гуси» в обробці О. І. Стадника та багато інших, які вперше були виконані саме Волинським народним хором. Слід відзначити, що після багаторічного виконання Волинським народним хором по праву народними стали пісні таких відомих українських композиторів як А. М. Пашкевич («Пісня про Волинь», «Свитязь», «Фронтові побратими», «Виростеш ти сину»), О. І. Стадника («Козак весілля справляє», «Їхали хлопці, три запорожці», «Як танцюють козаки», «Мій Волинський краю»), П. Л. Свіста «Гарний козак, гарний». В останні роки творча співпраця з сучасним українським композитором В. Тиможинським поповнила репертуар Волинського народного хору цікавими, модерними творами «Мала мати дочку», « Дай же, Боже, громовую тучу» на народний текст та «Вертайте, хлопці, з чужини» на вірші М. Гнатюка і «Господи, помилуй і прости» на вірші Й. Струцюка.
Нещодавно під редакцією художнього керівника колективу О. О. Стадника вийшла в світ збірка пісень Волинського народного хору, куди ввійшли 120 творів, різних за жанром. Це і авторські пісні А. Пашкевича, О. І. Стадника, О. О. Стадника, В. Тиможинського, П. Свіста, М. Стефанишина, О. Смика та інших композиторів на вірші українських поетів Д. Луценка, О. Богачука, М. Негоди, А. Драгомирецького, Й. Струцюка, О. Жолдака, П. Власюка, Д. Кулиняка, Л. Бабича; це і твори класиків української музики К. Стеценка, Ю. Мейтуса, О. Білаша, Ф. Надененка на вірші Т. Г. Шевченка, Лесі Українки, В. Симоненка, а також обробки українських народних пісень як Волині, так і інших регіонів України. Окремим розділом подані українські народні колядки та щедрівки.
Авторські твори — А. Пашкевич
- Виростеш ти, сину вірші В Симоненка
- Пісня про Волинь слова Д. Луценка
- Світязь слова Д. Луценка
- Фронтові побратими слова Д. Луценка

Авторські твори — О. І. Стадник
- Гей, ви, браття козаченьки слова П. Власюка
- Дівоча туга слова П. Власюка
- Їхали хлопці, три запорожці слова О. І. Стадника
- Козак весілля справляє слова О. І. Стадника
- Мати журавлика жде слова В. Приза
- Мій волинський краю слова В. Приза
- Синові незабудки слова А. Драгомирецького
- Як танцюють козаки слова П. Власюка

Авторські твори — О. О. Стадник
- До тебе, Україно вірші Лесі Українки
- Козак мамай слова Д. Кулиняка
- Летять у вирій журавлі слова Л. Бабича
- Місяць яснесенький вірші Лесі Українки
- На Івана на Купала слова О. Богачука
- Ой вечір, вечір слова О. Пчілки
- Ой Морозе, Морозенку слова народні
- Реве, гуде негодонька вірші Лесі Українки
- Спади мені дощем на груди вірші В. Симоненка
- Шануймося, єднаймося слова О. Богачука
- Юні назавжди слова Л. Бабича

Авторські твори — В. Тиможинський
- Вертайте, хлопці, з чужини слова М Гнатюка
- Господи, помилуй і прости слова Й. Струцюка
- Дай же, боже, громовую тучу слова народні

Авторські твори — Інші автори
- А мій батько орандар музика Ю. Мейтуса, вірші Т. Г. Шевченка
- Волинь моя музика і слова С. Кривенького
- Гарний козак, гарний музика П. Свіста, слова О. Жолдака
- Гей, у лузі, та й не перше літо музика О. Петрова, вірші В. Симоненка
- Дударик музика Є. Бобровнікова, слова Р. Бернса, обробка Л. Пашина, переклад М. Лукоша
- Жив та був собі козак музика і слова О. Смика
- За Україну музика Я. Ярославенка, слова М. Вороного
- Заквітчали дівчатонька музика і слова Р. Купчинського
- Лелеченьки музика О. Білаша, слова М. Негоди
- Ой у полі могила музика К. Стеценка, вірші Т. Г. Шевченка
- Під містечком Берестечком музика М. Стефанишина, слова Й. Струцюка
- Плач чайки музика і слова М. Лаворика
- Полюбила чорнобрива козака дівчина музика Ф. Надененка, вірші Т. Г. Шевченка
- Понад Світязем музика П. Свіста, слова І. Чернецького
- Рождество Христове музика К. Стеценка
- Чорти ми лісові музика і слова Тараса Крушельницького

Обробки українських народних пісень — О. О. Стадник
- А в Києві на ринку
- Біда мене та заставила
- Буде нам з тобою що згадати
- Вже сонечко сходить
- Гей, соколи
- Гуляв я три роки
- Козак від'їжджає, дівчинонька плаче
- Марусю, Марусю
- Налий, мамо, шклянку рому
- Наступає чорна хмара
- Не куй, не куй, зозулько рябая
- Ой дівки, біда
- Ой дівчина по гриби ходила
- Ой зоренько вечірняя
- Ой їхали хлопці з ярмарку
- Ой летіли гуси з броду
- Ой мамцю моя
- Ой під гаєм
- Ой полети, галко
- Ой пряла б я куделицю
- Ой ти дівчино
- Ой у полі озеречко
- Ой чий то кінь стоїть
- По гриби пішла
- Позволь мені, мати
- Поїдь, поїдь, батечку, до Ковля
- Сватай мене, мужичок
- Смутний вечір
- Сонце низенько
- Спіть, хлопці, спіть
- Стоїть гора високая
- Сховалось сонце за горою
- Там, під львівським замком
- Ти пив, і я пила
- Ти, сива голубко
- У неділю рано, на зорі раненько
- Хтіла мене мати
- Чи ти не знаєш, де я мешкаю
- Чи ти чув, миленький
- Я ж тебе, галю, не лаю

Обробки українських народних пісень — Інші автори
- Виступали козаченьки з високої гори обробка А. Пашкевича
- Гай зелененький обробка В. Захарченка
- Гиля, гиля, сірі гуси обробка О. І. Стадника
- Їхав козак на війноньку обробка О. І. Стадника
- Мала мати дочку обробка В. Тиможинського
- На вулиці музиченька грає обробка А. Пашкевича
- Ой весна, весна обробка О. І. Стадника
- Ой коли ж ми поберемось обробка А. Пашкевича
- Ой летіла горлиця обробка О. І. Стадника
- Ой на горі вогонь горить обробка В. Захарченка та О. О. Стадника
- Ой на горі цигани стояли обробка А. Пашкевича та О. О. Стадника
- Ой у полі нивка обробка А. Пашкевича
- Ой як була я та у матінки свеї обробка А. Пашкевича
- Посію я конопельки обробка М. Стефанишина
- Сіно моє, сіно обробка М. Леонтовича
- Наливаймо, браття, кришталеві чаші музичний супровід Р. П'ятачука

Обробки пісень на вірші Т. Г. Шевченка
- За байраком байрак обробка О. І. Стадника
- Заповіт обробка О. О. Стадника
- Зоре моя вечірняя обробка О. І. Стадника
- Ой не п'ються пива-меди обробка А. Іваницького
- Реве та стогне Дніпр широкий обробка А. Пашкевича
- Чорна хмара з-за лиману обробка О. О. Стадника

Обробки українських народних колядок та щедрівок — О. О. Стадник
- А в Єрусалимі рано задзвонили
- А з України новая зоря
- В Вифлеємі радість стала
- Вже на вашім дворі зоря засіяла
- За вікном чорна хмара в'ється
- Красная панна садок садила
- Ми твого двора не минаємо
- Небо ясні зірки вкрили
- Ой в саду, саду пава ходила
- Ой за садом місяць сходить
- Ой підемо пане-брате
- Ой рано, рано кури запіли
- Ой у Вифлеємі
- Ой у полі плужок оре
- Ой у полі, полі
- Ой ходила красна панна по саду
- Ой чи є, чи нема пан-господар дома
- Ой що учора ізвечора
- Прийшли до вас щедрівці
- Рай розвився
- Святая Варвара
- Старий рік минає
- Тече річка невеличка
- Щедрик, щедрик, щедрівочка
- Щедрівочка щедрувала
- Що в нашого хазяїна

Танці та вокально-хореографічні композиції
- Вихиляси — танець, постановка В. Мамчура
- Волинські притупи — вокально-хореографічна композиція, постановка А. Іванова, обробка для хору А. Пашкевича
- Волинь моя — вокально-хореографічна композиція, постановка В. Смирнова, обробка для хору О. О. Стадника
- Гупали — танець, постановка В. Мамчура
- Два села — танець, постановка Н. Гаєвої
- Козаки йдуть — вокально-хореографічна композиція, постановка А. Іванова, обробка для хору О. О. Стадника
- Кроковеє колесо — вокально-хореографічна композиція, постановка О. Козачука, обробка для хору О. О. Стадника
- Крутях — танець, постановка В. Смирнова
- Летять журавлі — вокально-хореографічна композиція, постановка О. Гомона, обробка для хору А. Пашкевича
- Лісочка — вокально-хореографічна композиція, постановка А. Михайлова, обробка для. хору А. Пашкевича
- Метелиця — вокально-хореографічна композиція, постановка В. Смирнова, обробка для хору О. О. Стадника
- Ми з Волині — вокально-хореографічна композиція, постановка А. Іванова, обробка для хору А. Пашкевича
- На Івана, на Купала — вокально-хореографічна композиція, постановка А. Іванова, обробка для хору А. Пашкевича
- Обжинки — вокально-хореографічна композиція, постановка В. Смирнова, обробка для хору О. О. Стадника
- Ой весна, весна — вокально-хореографічна композиція, постановка В. Смирнова, обробка для хору О. О. Стадника
- Ой на дуба, та й на дуба — вокально-хореографічна композиція, постановка В. Смирнова, обробка для хору О. О. Стадника
- Ой-ра — танець, постановка А. Крикончука
- Поліська легенда — вокально-хореографічна композиція, постановка А. Іванова, обробка для хору О. О. Стадника
- Поліські притупи — танець, постановка А. Крикончука
- Полька одиначка — танець, постановка В. Смирнова
- Полька свербилівка — танець
- Товкач — вокально-хореографічна композиція, постановка В. Смирнова, обробка для хору О. О. Стадника
- Три діди — танець
- Троїсті музики — танець
- Український святковий — вокально-хореографічна композиція, постановка В. Смирнова, обробка для хору О. О. Стадника

## Дискографія
Все затихло опівночі (2013)
1. Все затихло опівночі (Midnig ht peace)
2. Ой, у вишневому саду (Memories from the cherry garden)
3. Ой, не світи, місяченьку (A shiny moon will tell on you)
4. І багата я, і вродлива я (I’m rich and beautiful)
5. Ой, летіли гуси з броду (The geese were flying from the sh a llows)
6. Ой, хотя би, Господи, та й повечоріло (Oh, Lord, let it be evening soon)
7. Оркестр Волинського хору (Orchestra)
8. Буде нам з тобою що згадати (Something to remember)
9. Стоїть гора високая (High mountain)
10. Ой, ти, дівчино, чарівниченько (My magnificent girl)
11. Ой, дубе, ти, дубе (Oak-tree romance)
12. Оркестр Волинського хору (Orchestra)
13. Нащо мені чорні брови (Happiness is not only in the eyes)
14. Сонце низенько (The sun is low)
15. У вишневому садочку там музика грає (Music of the cherry blossoms)
16. Стукалка – грюкалка (Stukalka – gryukalka)
17. Копав, копав криниченьку (Digg ing the well)

Volyn Ukrainian Song and Dance Company
1. Музика П. Свіста, слова О. Жолдака «Гарний козак, гарний» Солісти заслужені артисти України П. Хемій та Я. Дричик
2. Українська народна пісня в обробці О. О. Стадника «А в Києві на ринку»
3. Українська народна пісня в обробці О. О. Стадника «Ой у полі озеречко» Солісти заслужені артисти України Г. Овсійчук та В. Марчук
4. Українська народна пісня в обробці О. О. Стадника «Гуляв я три роки» Соліст заслужений артист України П. Хемій
5. Українська народна пісня в обробці В Захарченка «Їхали козаченьки»
6. Українська народна пісня в обробці О. О. Стадника «Ти пив, і я пила» Солісти заслужені артисти України Г. Овсійчук та Я. Дричик
7. Українська народна пісня в обробці О. О. Стадника«Наступає чорна хмара»
8. Українська народна пісня в обробці А. Пашкевича«Ой у полі нивка»
9. Українська народна пісня в обробці А. Пашкевича та О. О. Стадника «Ой на горі цигани стояли»
10. Українська народна пісня в обробці О. О. Стадника «Ой мамцю моя»
11. Музика О. О. Стадника, слова Д Кулиняка «Козак Мамай»
12. Українська народна пісня в обробці В. Захарченка «Розпрягайте, хлопці, коней» Солісти заслужені артисти України П. Хемій та В. Марчук
13. Українська народна пісня в обробці О. О. Стадника «Біда мене та заставила»
14. Українська народна пісня в обробці О. О. Стадника «Ой пряла б я куделицю» Солістка заслужена артистка України В. Козачук
15. Українська народна пісня на вірші Т. Г. Шевченка в обробці О. І. Стадника «За байраком байрак» Соліст заслужений артист України П. Хемій
16. Українська народна пісня в обробці О. О. Стадника «Козак від’їжджає» Солісти заслужені артисти України Г. Овсійчук та В. Марчук
17. Українська народна пісня в обробці В. Захарченка «Гай зелененький» Солістка заслужена артистка України В Козачук
18. Музика О. Петрова вірші В. Симоненка «Гей, у лузі»
19. Українська народна пісня в обробці В. Захарченка «Як служив я в пана» Соліст заслужений артист України Я Дричик
20. Українська народна пісня в обробці А. Пашкевича «Виступали козаченьки»
21. Українська народна пісня в обробці О. І. Стадника «Гиля, гиля, сірі гуси» Солістка заслужена артистка України Г. Овсійчук
22. Слова і музика О. І. Стадника «Козак весілля справляє» Солісти заслужені артисти України П. Хемій та В Марчук
23. Українська народна пісня в обробці О. О. Стадника «Гей, соколи»

Volyn Ukrainian Song and Dance Company
1. Музика А. Пашкевича, слова Д. Луценка «Пісня про Волинь»
2. Музика О. О. Стадника, вірші В. Симоненка «Спади мені дощем на груди» Солісти заслужені артисти України В. Марчук та П. Хемій
3. Слова і музика О. І. Стадника «Їхали хлопці, три запорожці»
4. Українська народна пісня на вірші Т. Г. Шевченка «Чорна хмара з-за лиману» Соліст заслужений артист України П. Хемій
5. Українська народна пісня о обр. О. О. Стадника «Сонце низенько» Солістка О. Грицак
6. Українська народна пісня в обробці В. Захарченка «Розпрягайте, хлопці, коней» Солісти заслужені артисти України П. Хемій та В. Марчук
7. Українська народна пісня в обробці О. О. Стадника «Я ж тебе, Галю, не лаю» Солістки заслужена артистка України Г. Овсійчук та І. Доскач
8. Слова і музика О. Смика «Жив, та був собі козак»
9. Українська народна пісня в обробці О. О. Стадника «Позволь мені, мати» Соліст Д. Савчук
10. Українська народна пісня в обробці О. О. Стадника «Смутний вечір, смутний ранок»
11. Музика О. І. Стадника, слова П. Власюка «Як танцюють козаки» Соліст заслужений артист України П. Хемій
12. Музика О. І. Стадника, слова В. Приза «Мати журавлика жде» Солістка заслужена артистка України Г. Овсійчук
13. Українська народна пісня в обробці О. О. Стадника «Марусю, Марусю» Солісти заслужений артист України Я Дричик та В. Балан
14. Українська народна пісня в обробці О. О. Стадника «Там, під Львівським замком» Солістки О. Грицак та Т. Клекочко
15. Українська народна пісня в обробці О. О. Стадника «Гей, соколи»
16. Слова і музика С. Кривенького «Волинь моя»

Ukrainian Christmas Album
1. Українська народна щедрівка «Ой, чи є, чи нема пан-господар дома»
2. Українська народна пісня в обробці О. О. Стадника «Сховалось сонце за горою» Солісти О. Грицак та В. Дорощук
3. Українська народна колядка «Добрий вечір тобі, пане-господарю»
4. Українська народна колядка в обробці О. О. Стадника «Ой, у саду, саду, саду винограду»
5. Українська народна щедрівка в обробці О. О. Стадника «Ой, у полі плужок оре»
6. Українська народна колядка в обробці О. О. Стадника «Ой, рано, рано кури запіли»
7. Українська народна меланка в обробці О. І. Стадника «Ой, що учора ізвечора»
8. Українська народна щедрівка в обробці О. О. Стадника «А в Єрусалимі рано задзвонили»
9. Українська народна щедрівка в обробці О. О. Стадника «Небо ясні зірки вкрили» Солістка Г. Тарасюк
10. Українська народна щедрівка в обробці О. І. Стадника «Вже на вашім дворі зоря засіяла»
11. Українська народна щедрівка «Красная панна садок садила» Солістка Г. Тарасюк
12. Українська народна колядка в обробці О. О. Стадника «Святая Варвара» Солістка Т. Клекочко
13. Українська народна щедрівка «Ой за садом місяць сходить» Солістка Г. Тарасюк
14. Українська народна колядка «Нова радість стала»
15. Українська народна щедрівка в обробці О. І. Стадника «Тече річка невеличка» Солістка О. Грицак
16. Українська народна щедрівка в обробці О. О. Стадника «Ми твого двора не минаємо»
17. К. Стеценко «Рождество Христове»
18. Українська народна колядка в обробці О. О. Стадника «Ой в саду, саду пава ходила» Солістка І. Покидько
19. Українська народна пісняв обр. О. О. Стадника «Старий рік минає»
20. Українська народна щедрівка в обробці О. О. Стадника «Щедрівочка щедрувала»

Волинський народний хор - Диск 1
1. «Ой у полі нивка»
2. «Виступали козаченьки»
3. «Гарний козак, гарний»
4. «Гиля, гиля, сірі гуси»
5. «На вулиці музиченька грає»
6. «Налий, мамо, шклянку рому»
7. «Чи ти чув, миленький»
8. «Ой коли ми поберемось»
9. «Чи ти не знаєш, де я мешкаю»
10. «На Івана Купала»
11. «Під дубиною»
12. «Сіно моє, сіно»
13. «Хтіла мене мати»
14. «Я ж тебе, Галю, не лаю»
15. «Їхали хлопці з ярмарку»

Волинський народний хор - Диск 2
1. «Наливаймо, браття»
2. «Ой пряла б я куделицю»
3. «Марусю, Марусю»
4. «Мала пташина»
5. «Мала мати дочку»
6. «Ой не буду, не буду»
7. «Ой на горі цигани стояли»
8. «Сватай мене мужичок»
9. «За вікном чорна хмара в’ється»
10. «Їхав козак на війноньку»
11. «Плач чайки»
12. «Гуляй, гуляй, гуляночка»
13. «Біда мене та заставила»
14. «Гей, ви, браття козаченьки»